# Michel Le Denmat
Michel Le Denmat (* 11. September 1950 in Plérin) ist ein ehemaliger französischer Radrennfahrer und nationaler Meister im Radsport.

## Sportliche Laufbahn
Le Denmat war im Straßenradsport aktiv. Er gewann die nationale Meisterschaft im Mannschaftszeitfahren 1972 mit Alain Huby, Maurice Le Guilloux und Claude Buchon sowie 1975 mit Alain Meslet, Jean-Paul Maho und Claude Buchon und 1976 mit Claude Buchon, Loïc Gautier und Jean-Michel Richeux. 1971 wurde er Vize-Meister. 1972 gelangen ihm zwei Etappensiege in der Tour de Martinique sowie der 2. Platz im Endklassement.
1975 wurde er Berufsfahrer im Radsportteam Peugeot-BP-Michelin und blieb bis 1979 als Radprofi aktiv. Sein bestes Ergebnis war der 2. Platz in der Trophée des grimpeurs 1977 hinter Raymond Delisle. Dreimal fuhr er die Tour de France. 1976 wurde er 46., 1977 43. und 1978 schied er aus.